# Берёзовка (Уренский район)
 Берёзовка — деревня в составе Минеевского сельсовета в Уренском районе Нижегородской области.

## География
Находится недалеко от железнодорожной линии Нижний Новгород-Киров на расстоянии примерно 13 километров по прямой на юго-запад от районного центра города Урень.

## История
Известна с 1768 года, когда деревня была учтена владением дворцовой канцелярии, после Придворной конторы, с 1797 удельной. В 1856 году хозяйств 5 и 27 жителей. Население было старообрядцами.  В советское время работал колхоз «Животновод». Основана переселенцами из деревень Малафеево, Лопатино и Подгузково. Названа по местной речке. В 1978 году еще было 22 хозяйства и 53 жителя.

## Население
Постоянное население  составляло 18 человек (русские 100%) в 2002 году, 2 в 2010 .